# Carl Gustaf Östlund
Carl Gustaf Östlund, född 7 november 1833 i Huddinge församling, Stockholms län, död 16 juli 1900 i Västerviks församling, Kalmar län, var en svensk häradshövding.

## Biografi
Östlund föddes 1833 i Huddinge församling. Han var son till komministern Per Gustaf Östlund och Wilhelmina Sofia Roos af Hjelmsäter. Östlund blev 1852 student vid Uppsala universitet och avlade hovrättsexamen 1856. Han blev auskultant i Svea hovrätt 1856 och vice häradshövding. Östlund blev 1861 rådman i Uddevalla, var tillförordnad polisintendent i Stockholm 1864 och blev slutligen polismästare i Stockholm 1867. År 1872 blev han häradshövding i Aska, Dals och Bobergs domsaga och 1881 häradshövding i Tjusts domsaga. Han var även riddare av Nordstjärneorden och riddare av Dannebrogorden. Östlund avled 1900.